# Muqtada al-Sadr
Muqtada al-Sadr (of Moqtada al Sadr; Arabisch: سيد مقتدى الصدر) (Najaf, 12 augustus 1973) is een Iraakse, sjiitische politiek leider.
Hij was de leidende figuur achter het sjiitische verzet tegen de aanwezigheid van Amerikaanse en andere westerse troepen in Irak tijdens de bezetting. Al-Sadr ijvert voor een moslimstaat met een islamitische grondwet, vrij van inmenging door westerse mogendheden, gebruiken en ideeën.

## Grootayatollah Mohammed Sadiq al-Sadr
Muqtada al-Sadr is de zoon van grootayatollah Mohammed Sadiq al-Sadr, die in 1999 door de Iraakse veiligheidsdienst werd gedood. De grootayatollah en zijn aanhangers werden als te bedreigend voor het Ba'ath-regime van Saddam Hoessein ervaren. Dat de ayatollah geliefd was onder de sjiitische bevolking blijkt wel uit de spontane rouwuitingen van grote groepen aanhangers, die ondanks een streng verbod van de regering overal in het land plaatsvonden. Saddams veiligheidstroepen reageerden met excessief geweld en sloegen op brute wijze demonstraties en herdenkingen uiteen. Hierbij vielen honderden doden en gewonden en werden velen gearresteerd. De autoriteiten lanceerden vervolgens een campagne tegen de volgelingen van grootayatollah Sadiq al-Sadr en poogden door gebruik van intimidatie, executies, verbanningen en de sluiting van moskeeën de sjiitische weerstand te breken. Het sjiitische verzet antwoordde door met handgranaten en raketwerpers aanslagen te plegen op hoofdkwartieren van de veiligheidsdiensten van Saddam. Dit verzet hield aan tot de invasie van de Amerikanen.

### Sadr City
Muqtada al-Sadr is de enige zoon van grootayatollah Mohammed Sadiq al-Sadr die de terreur van Saddam heeft overleefd. Dat hij onder het bewind van de Iraakse dictator toch een min of meer gestructureerde organisatie had opgebouwd bleek in de eerste weken na de verdrijving van Saddam Hoessein. Volgelingen van Muqtada al-Sadr patrouilleerden in de straten van de arme buitenwijken van Bagdad en deelden voedsel uit. Een van deze wijken stond tot aan de val van Saddam bekend als Saddam City. Veelzeggend is de huidige naam, zowel een eerbetoon aan Muqtada al-Sadrs vader als aan hemzelf: Sadr City.

### "Bezetting door de ongelovigen"
Vanaf het eerste moment van de Amerikaanse aanwezigheid in Irak maakte Muqtada al-Sadr duidelijk dat hij niet gediend is van de "bezetting door de ongelovigen". Ook sjiitische geestelijken die willen samenwerken met de coalitie ziet hij als verraders van de islam. De gematigde ayatollah Abdoel Majid al-Khoei, die samenwerking met de coalitie voorstond, werd bij zijn terugkeer in Irak vrijwel direct door volgelingen van Al-Sadr vermoord. Muqtada al-Sadr ontkent echter iedere betrokkenheid. Ook zijn aanhangers van Al-Sadr slaags geraakt met volgelingen van grootayatollah Ali al-Sistani, de hoogste sjiitische geestelijke in Irak, die weliswaar ook het vertrek van de Amerikanen voorstaat, maar dit met vreedzame middelen wil bereiken. Sistani werd zelf door Al-Sadrs aanhangers met de dood bedreigd.

### Het leger van Mahdi
In juni 2003 richtte Muqtada al-Sadr zijn eigen gewapende militie op: het Mahdi-leger. Deze strijdgroep is genoemd naar de 'twaalfde imam', die in 874 in de Iraakse stad Samarra zou verdwenen zijn en wiens terugkeer een nieuw tijdperk zou moeten inluiden. Een maand later riep hij in een preek de gelovigen op zich bij dit leger aan te sluiten. Vooral jonge, kansarme Irakezen uit de sloppenwijken stonden in de rij om zich aan te sluiten, maar ook onder een aantal belangrijke stamhoofden vond zijn  boodschap gehoor.

### Activiteiten
Het 'leger van Mahdi' stelt een 'alternatieve regering' in, die zich in beginsel richt op burgerlijke taken. Zo richt hij een krant op, al-Hawza, waarin regelmatig wordt opgeroepen tot verzet tegen de 'buitenlandse bezetters'. Op verschillende plekken in het land worden religieuze rechtbanken opgericht en beweerd wordt dat Al-Sadr tegenstanders gevangen houdt in moskeeën. Op verschillende plaatsen in het land zet het 'leger van Mahdi' zich in om te helpen bij het zoeken naar massagraven van geëxecuteerde tegenstanders van Saddam, wat hen op veel goodwill van de bevolking komt te staan, temeer daar de coalitietroepen weinig doen om de Irakezen hierin te assisteren. Tijdens verschillende min of meer vreedzame demonstraties in steden als Najaf en Bagdad laten aanhangers van Al-Sadr hun ongenoegen over de Amerikaanse aanwezigheid blijken.

### VN
Tijdens zijn preken in de moskee van Koefa, een stad in de omgeving van de heilige sjiitische stad Najaf, laat Al-Sadr weten wel een rol voor de Verenigde Naties in Irak te zien. In samenwerking met de Organisatie voor Islamitische Conferentie en de Arabische Liga zouden zij supervisie moeten houden op verkiezingen. De aanslag op het hoofdkantoor waarbij de Speciale Gezant voor Irak Sérgio Vieira de Mello omkomt, wordt door Al-Sadr dan ook veroordeeld. Al-Sadr verwijt later echter de VN dat zij de bezetting van Irak hebben gelegaliseerd en daarmee zichzelf buitenspel hebben gezet. Hij stelt voor dat sjiitische geestelijken verkiezingen gaan begeleiden en roept op tot het opstellen van een strikt islamitische grondwet, gebaseerd op de sharia. De aankondiging van gouverneur Paul Bremer dat de grondwet niet alleen op het islamitisch recht wordt gebaseerd ziet Al-Sadr als een 'verklaring van haat tegen de islam en een poging de hoop van het Iraakse volk op een islamitische grondwet uit te wissen'.

### Arrestatiebevel
Na een intern debat besluit de Amerikaanse regering in november 2003 Al-Sadr aan te pakken. Volgens Amerikaanse inlichtingen is hij verantwoordelijk voor de dood van Amerikanen en van Irakezen die met de coalitie samenwerken. Een andere reden zou zijn dat de VS de autoriteit van de Hawza, de raad van geestelijken onder leiding van Ali Sistani, willen verdedigen tegen Al-Sadr. De Hawza ziet in Al-Sadr een onruststoker zonder voldoende opleiding en religieuze autoriteit. De officiële aanleiding voor het arrestatiebevel is de moord op ayatollah Abdoel Majid al-Khoei. Al-Sadr wordt echter niet gearresteerd en kan relatief ongehinderd zijn gang gaan.

### Escalatie
Begin 2004 radicaliseren al-Sadr en zijn volgelingen steeds verder. Na de arrestatie van Saddam Hoessein eist Al-Sadr dat de voormalig dictator door het Iraakse volk als oorlogsmisdadiger wordt berecht en dus niet als krijgsgevangene in Amerikaanse handen blijft. Een groot aantal demonstraties volgt, waarbij Amerikaanse en Israëlische vlaggen worden verbrand en opgeroepen wordt tot verzet tégen een federalistisch Irak en tégen de coalitie.
Al-Sadr zegt dan nog zich niet te bemoeien met het gewapende verzet, maar zegt wel dat het geduld van het Iraakse volk met de 'Amerikaanse bezetter' langzaam maar zeker opraakt. Na de aankondiging dat Irak geen islamitische grondwet zal krijgen zegt Al-Sadr dat 'een intifada (opstand) in Irak nabij is'. De interim-grondwet zoals ontworpen door de Iraakse Regeringsraad ziet hij als 'een Balfour-verklaring, waarin de Britten Palestina in de uitverkoop zetten. We staan nu op het punt Irak en de islam in de uitverkoop te zetten'.

### Vlam in de pan
Het geduld raakt daadwerkelijk op als de Amerikaanse autoriteiten de krant van het 'leger van Mahdi', al-Hawza, verbieden, nadat daarin was opgeroepen tot geweld tegen de coalitietroepen. De vlam slaat begin april 2004 in de pan als de Amerikanen een naaste medewerker van Al-Sadr arresteren. Het 'leger van Mahdi', dat inmiddels uit ongeveer 10.000 man bestaat bezet enkele steden als Koefa en al Koet.
Na enkele weken van geweld kalmeren de gemoederen, om in juli weer op te laaien, als de Amerikanen een offensief lanceren om Al-Sadr en zijn militie eens en voor altijd onschadelijk te maken. Al-Sadr wordt een uitweg geboden uit de patstelling: gratie voor hem en zijn aanhangers wanneer hij de wapens neerlegt en zijn beweging transformeert in een politieke partij die zitting neemt in de regeringsraad.

### Politieke carrière
Al-Sadr richt later het Ahrar-blok op en neemt deel aan de Iraakse landelijke en lokale verkiezingen. Momenteel beschikt het Ahrar-blok over 40 van de 325 zetels in het Iraakse parlement.
Begin februari 2014 kondigt de inmiddels 40-jarige Al-Sadr aan om zich compleet terug te trekken uit de Iraakse politiek om "de goede naam van de al-Sadr-familie niet verder te beschadigen". Hij roept zijn aanhangers op om nog wel deel te blijven nemen aan de Iraakse politiek, maar niet langer meer in zijn naam.